# Redmi Note 9
Redmi Note 9是小米集团旗下的子品牌Redmi（原红米手机系列）于2020年3月12日在印度首发的智能手机系列，分为中国大陆版及海外版两个产品分支，包含多款智能手机机型，为Redmi Note系列的第九代机型系列。

## 综述
Redmi Note 9系列全系搭载了一块1080P分辨率的OGS全贴合LCD屏幕，其标准版本采用联发科芯片，进阶版本则采用高通芯片。在摄像模组上面，Redmi Note 9系列继承了前代Note 8系列上采用的四摄配置，并在其最高阶机型中首次搭载了3200万像素的前置镜头。除此之外，最高33W的充电功率及侧边指纹识别也在本系列中首次采用。

## 发布历程
2020年3月12日，Redmi在印度首都新德里小米印度总部发布了Redmi Note 9 Pro和Redmi Note 9 Pro Max两款机型。此后的3月23日，Redmi Note 9 Pro以Redmi Note 9S的名义在马来西亚、新加坡、泰国等国家发布，配置和参数与Redmi Note 9 Pro相同。
2020年4月30日，Redmi在西班牙首都马德里的小米欧洲区总部发布了Redmi Note 9和Redmi Note 9 Pro Max的国际版本Redmi Note 9 Pro。5月26日，Redmi将该款机型引入中国大陆地区市场，并更名Redmi 10X 4G，与其两款5G版本机型一同发布。引入中国大陆地区销售的Redmi 10X 4G取消了Redmi Note 9上搭载的全功能NFC功能，其他各项参数保持不变。
2020年9月30日，小米在在西班牙首都马德里的小米欧洲区总部发布小米10T及小米10T Pro之后，另行发布了小米10T Lite。11月26日，Redmi在北京小米总部小米科技园召开新品发布会，将小米10T Lite在增强主摄规格后引入中国大陆地区市场，并更名为Redmi Note 9 Pro 5G，与Redmi Note 9 5G和Redmi Note 9 4G两款机型一同发布。随后的12月17日，Redmi Note 9 4G以Redmi 9 Power的名义在印度发布。
2021年1月8日，Redmi Note 9 4G和Redmi Note 9 5G分别以Redmi 9T（Redmi 9T NFC）和Redmi Note 9T的名义在西班牙首都马德里发布。

## 硬件

### 外观
- Redmi Note 9正面采用了一块6.53英寸19.5:9比例的LCD屏幕，前置相机位于屏幕顶部左上角，为屏幕打孔式布局。屏幕四周设有聚碳酸酯塑料材质的屏幕包裹框，以防机体因意外导致屏幕碎裂。机身顶部设有降噪麦克风和红外发射窗口，右侧设有音量增减键以及电源键，下部从左至右依次为3.5mm音频输出输入接口、麦克风、USB Type-C数据接口以及扬声器出音孔，左侧则设有SIM卡托架以及托架弹出孔。机身边框和后盖连为一体，为抛光聚碳酸酯塑料材质。后盖中央靠上方设有摄像头模组，四枚摄像头放置在一块黑色正方形玻璃盖板之下，摄像头区域右侧设有LED补光灯，下方则设置指纹识别区域。摄像头模组与指纹识别区域一同涂为黑色，形成一竖置的矩形区域。机身下部中央则设有Redmi LOGO。
Redmi Note 9提供天际蓝（蓝灰色塑料后盖及边框）、松晨绿（绿色塑料后盖及边框）、冰雾白（白色塑料后盖及边框）三款配色。
- Redmi Note 9 Pro、Redmi Note 9 Pro 5G和Redmi Note 9 Pro Max正面采用了一块6.67英寸20:9比例的LCD屏幕，前置摄像头设于屏幕顶部中央，内嵌于屏幕内。屏幕四周亦设有黑色聚碳酸酯塑料材质的屏幕包裹框，机身边框采用了磨砂材质的塑料边框，机身顶部设有降噪麦克风和红外发射窗口，右侧设有音量增减键以及支持指纹识别功能的电源键，下部从左至右依次为3.5mm音频输出输入接口、USB Type-C数据接口、麦克风以及扬声器出音孔，左侧则设有SIM卡托架以及托架弹出孔。后盖相机区域的设计与Redmi Note 9基本相同，仅取消了后置指纹识别区域，并将LED补光灯设置于摄像模组盖板的正下方。机身下部中央则横向放置了Redmi的LOGO。
Redmi Note 9 Pro和Redmi Note 9 Pro Max提供星际黑（黑灰色磨砂塑料边框及玻璃后盖）、极光蓝（深蓝色磨砂塑料边框及玻璃后盖）、冰川白（银白色塑料边框、带有高光镀膜的白色玻璃后盖）三种配色，Redmi Note 9 Pro 5G提供湖光秋色(藍色金色漸變磨砂塑料边框及玻璃后盖)、碧海星辰(深蓝色磨砂塑料边框及玻璃后盖)、靜默星空(黑色磨砂塑料边框及玻璃后盖)。
- Redmi Note 9 4G采用了一块6.53英寸19.5:9比例的LCD屏幕，前置相机位于屏幕顶部中央，呈水滴形布置。机身顶部从左至右依次为红外发射窗口、顶部扬声器出音孔、3.5mm音频输出输入接口以及降噪麦克风，右侧为音量增减键以及支持指纹识别功能的电源键，机身下部从左至右依次为主麦克风、USB Type-C数据接口以及底部扬声器出音孔，左侧则设置SIM卡托架以及托架弹出孔。后盖左上角竖向放置一圆角长方形区域，左侧为一黑色区域，竖向放置三枚摄像头以及一颗LED补光灯，右侧为与机身颜色同色的铝合金材质，竖向标识“SUPER TRIPLE CAMERA（超级三摄）”字样。机身边框和后盖连为一体，为带有炫光镀膜处理和防滑纹路的聚碳酸酯塑料材质。后盖以摄像头区域为中心设置数道炫光纹理，可在光照条件下散发光纹。机身左下角设有凹纹雕刻的Redmi LOGO，竖向放置，约占后盖总面积的六分之一。
Redmi Note 9 4G提供羽墨黑（带有炫光防滑纹理的黑灰色聚碳酸酯塑料后盖）、烟波蓝（带有炫光防滑纹理的蓝色聚碳酸酯塑料后盖）、雾光青（带有炫光防滑纹理的青绿色聚碳酸酯塑料后盖）、曙光橙（带有炫光防滑纹理的橙红色聚碳酸酯塑料后盖）四款配色。
- Redmi Note 9 5G/Redmi Note 9T的正面与Redmi Note 9保持一致，仅屏幕底部边框略有缩窄。机身顶部从左至右设有顶部扬声器出音孔、红外发射窗口以及降噪麦克风，侧为音量增减键以及支持指纹识别功能的电源键，机身下部从左至右依次为3.5mm音频输出输入接口、主麦克风、USB Type-C数据接口以及底部扬声器出音孔，左侧则设置SIM卡托架以及托架弹出孔。机身边框和后盖连为一体，为磨砂质感的聚碳酸酯塑料材质。后盖上方中心区域为一圆形相机区域，玻璃盖板覆盖有三枚镜头以及一颗LED补光灯，相机区域周围有圆环状亮色镀膜。机身底部中央则横向放置有Redmi的LOGO。
Redmi Note 9 5G提供青山外（一体式绿色磨砂仿玻璃质感塑料后盖）、流影紫（一体式紫色磨砂仿玻璃质感塑料后盖）、云墨灰（带有不规则防滑纹理的一体式黑灰色塑料后盖）三款配色，Redmi Note 9T提供晨曦紫（一体式紫色磨砂仿玻璃质感塑料后盖）、日暮黑（带有不规则防滑纹理的一体式黑灰色塑料后盖）。
- Redmi Note 9 Pro 5G的正面与Redmi Note 9 Pro和Redmi Note 9 Pro Max保持一致，机身侧面使用了磨砂材质的聚碳酸酯塑料边框，机身顶部从左至右依次为红外发射窗口、降噪麦克风以及顶部扬声器出音孔，右侧设有音量增减键以及支持指纹识别功能的电源键，机身底部从左至右依次为3.5mm音频输出输入接口、USB Type-C数据接口、主麦克风以及底部扬声器出音孔，左侧则设置SIM卡托架以及托架弹出孔。后盖采用第五代康宁大猩猩玻璃，后盖顶部中央设有圆形摄像模组，摄像模组中央设置四枚镜头，顶部和底部进行了削平处理。模组左侧设有背部光线传感器以及LED补光灯开孔，呈长圆形。机身底部中央则横向放置有Redmi的LOGO。
 Redmi Note 9 Pro 5G提供静默星空（黑灰色聚碳酸酯塑料中框、银黑渐变亮面玻璃后盖）、湖光秋色（浅青-橙粉渐变聚碳酸酯塑料中框、浅青-橙粉渐变AG雾面磨砂玻璃后盖）以及碧海星辰（亮银-深蓝渐变聚碳酸酯塑料中框、亮银-深蓝渐变亮面玻璃后盖）三款配色。

### 屏幕
Redmi Note 9全系均采用了1080P分辨率的LCD屏幕，其中Redmi Note 9 Pro/Pro Max/5G采用了6.67英寸的20:9比例（2400*1080），其它机型则采用了6.53英寸的19.5:9比例（2340*1080），与Redmi Note 8系列持平。其中，Redmi Note 9 Pro 5G还支持120Hz的自适应屏幕刷新率，可根据屏幕显示内容自动调整屏幕刷新频率，从而节省电能；其它机型则均采用60Hz的标准刷新率。
Redmi Note 9全系均在软件层面为屏幕加入了“阳光屏”、“夜光屏”以及护眼模式。

### 芯片及存储
Redmi Note 9搭载了一颗由联发科技提供的曦力G85移动处理芯片，CPU部分为八核心设计，其中包含2个主频为2GHz的Cortex-A75内核，6个主频为1.8GHz的Cortex-A55内核；图形处理模块（GPU）则采用了主频为1GHz的双核Mali-G52模组。该款芯片为联发科曦力G80的升级版本，两者区别仅在于图形处理模块，曦力G85的GPU主频由曦力G80上的950MHz提升至了1GHz。
Redmi Note 9 Pro和Pro Max两款机型搭载了一颗由美国高通公司研发的骁龙720G移动处理芯片，CPU部分其中包含2个主频为2.3 GHz的Kryo 465金核，6个主频为1.8 GHz的Kryo 465银核；图形处理模块（GPU）则采用了Adreno 618。
Redmi Note 9 4G版搭载了一颗由美国高通公司研发的骁龙662移动处理芯片，采用了和骁龙665相同的Adreno 610图形处理模块，是骁龙665的衍生版本。
Redmi Note 9 5G/Note 9T搭载了一颗由联发科技提供的天玑800U移动处理芯片，CPU部分为八核心设计，其中包含2个主频为2.4GHz的Cortex-A76内核，6个主频为2.0GHz的Cortex-A55内核；图形处理模块（GPU）则采用了3核心的Mali-G57平台。该款芯片为联发科天玑720的升级版本。
Redmi Note 9 Pro 5G则搭载了一颗由美国高通公司研发的骁龙750移动处理芯片，采用Kryo 570架构，其中包含2个主频为2.2GHz的Cortex-A77内核，6个主频为1.8GHz的Cortex-A55内核；图形处理模块（GPU）则采用了Adreno 619。
运行内存方面，Redmi Note 9全系均支持并采用了LPDDR4x规格的RAM，其中Redmi Note 9、9 Pro、9 Pro Max以及Redmi Note 9 4G四款机型的RAM运行频率为1866MHz；Redmi Note 9 5G和Redmi Note 9 Pro 5G的RAM运行频率则为2133MHz。除Redmi Note 9提供3GB的RAM可选外，其余机型均为4GB起步，最高有8GB版本可选。
闪存存储方面，除Redmi Note 9为eMMC5.1规格以外，其余各机型均支持UFS闪存。其中Redmi Note 9 Pro、9 Pro Max采用的UFS闪存协议为UFS2.1，Redmi Note 9 4G、5G以及Redmi Note 9 Pro 5G采用的UFS闪存协议为UFS2.2。
扩展存储方面，Redmi Note 9全系均支持Micro SD卡扩展，最高可支持512GB。

### 攝影模组
前置攝影方面，Redmi Note 9和Redmi Note 9 5G採用了1300萬像素的感光元件，Redmi Note 9 Pro和Redmi Note 9 Pro 5G採用了1600萬像素的感光元件，Redmi Note 9 4G採用800万像素的感光元件，而Redmi Note 9 Pro Max则采用了高达3200万像素的感光元件。全机型均支持美颜自拍，并支持各种美颜参数调节。
后置摄像方面，Redmi Note 9、Redmi Note 9 Pro、Redmi Note 9 4G和5G四款机型采用了由三星提供的4800万像素S5KGM1感光元件，Redmi Note 9 Pro Max和Redmi Note 9 5G则分别使用了由三星提供的6400万像素感光元件S5KGW1和1.08亿像素元件S5KHM2。除Redmi Note 9 4G和5G两款机型不具备景深传感器以外，其他各机型均具备200万像素的景深传感器。此外，Redmi Note 9全系均支持800万像素的广角传感器以及200万像素（Redmi Note 9 Pro/Pro Max为500万像素）的微距传感器。
除Redmi Note 9 4G、5G和Note 9T两款机型的后置摄像模组由3枚镜头组成外，其他各机型的后置摄像模组均由4枚镜头组成。

### 其他功能
Redmi Note 9全系列均支持红外遥控功能，可使用遥控类APP对支持红外控制的电器设备进行控制。
除Redmi Note 9 Pro 5G支持依赖小米旗下的天星金融钱包的全功能NFC、Redmi Note 9 4G不支持全功能NFC以外，其他机型均支持依赖于Google钱包的全功能NFC。但搭载依赖于Google钱包的全功能NFC功能的机型既无法在中国大陆地区使用，也不在中国大陆地区进行销售。
充电方面，Redmi Note 9 Pro Max和Redmi Note 9 Pro 5G两款机型分别支持最高功率为30W和33W的快速充电，其余各机型均仅支持最高功率为18W的快速充电。此外，Redmi Note 9系列全系机型均支持高通Quick Charge 3.0协议。
音响系统方面，Redmi在Redmi Note 9 4G和5G以及Redmi Note 9 Pro 5G三款机型上加入了立体声双扬声器，并在系统音效方面采用了环绕声效果。
交互方面，Redmi Note 9 Pro、Redmi Note 9 Pro Max、Redmi Note 9 5G以及Redmi Note 9 Pro 5G四款机型采用了线性振动器，通过软件可在一系列系统操作场景提供震动反馈。而其他机型则仅提供基本的震动反馈，采用的振动器为转子振动器。

## 软件
Redmi Note 9全系搭载基于Android 10的MIUI系统，其中Redmi Note 9 4G、Redmi Note 9 5G、Redmi Note 9 Pro 5G出厂搭载MIUI12系统，其它机型则出厂搭载MIUI11系统。全系机型均可得到后续的新版固件更新。

## 技术规格
| 参数及功能项\机型       | 参数及功能项\机型       | Redmi Note 9                                                 | Redmi Note 9S                                                        | Redmi Note 9 Pro                                                     | Redmi Note 9 4G                                                     | Redmi Note 9 5G                                              | Redmi Note 9 Pro 5G                                            |
| ----------------------- | ----------------------- | ------------------------------------------------------------ | -------------------------------------------------------------------- | -------------------------------------------------------------------- | ------------------------------------------------------------------- | ------------------------------------------------------------ | -------------------------------------------------------------- |
| 图片                    |                         |                                                              |                                                                      |                                                                      |                                                                     |                                                              |                                                                |
| 其他名称/适用国家及地区 | 其他名称/适用国家及地区 | Redmi 10X 4G（中国）                                         | Redmi Note 9 Pro POCO M2 Pro （印度）                                | Redmi Note 9 Pro Max（印度）                                         | POCO M3（国际、印度） Redmi 9 Power（印度） Redmi 9T/9T NFC（国际） | Redmi Note 9T（国际）                                        | 小米10T Lite（国际） 小米10i（印度）                           |
| 尺寸（长/宽/厚，mm）    | 尺寸（长/宽/厚，mm）    | 162.3×77.2×8.9                                               | 165.8×76.7×8.8                                                       | 165.5×76.7×8.8                                                       | 162.3×77.28×9.6                                                     | 161.96×77.25×9.2/9.0                                         | 165.38×76.8×9.0                                                |
| 重量（g）               | 重量（g）               | 199                                                          | 209                                                                  | 209                                                                  | 198                                                                 | 199                                                          | 215                                                            |
| 屏幕                    | 屏幕                    | 6.53英寸 19.5:9比例 2340×1080 LCD屏幕                        | 6.67英寸 20:9比例 2400×1080 LCD屏幕                                  | 6.67英寸 20:9比例 2400×1080 LCD屏幕                                  | 6.53英寸 19.5:9比例 2340×1080 LCD屏幕                               | 6.53英寸 19.5:9比例 2340×1080 LCD屏幕                        | 6.67英寸 20:9比例 2400×1080 LCD屏幕 支持30~120Hz可变刷新率     |
| 前置摄像头              | 前置摄像头              | 1300万像素 左上角屏幕内挖孔布置                              | 1600万像素 正上方屏幕内挖孔布置 （Redmi Note 9 Pro Max为3200万像素） | 1600万像素 正上方屏幕内挖孔布置 （Redmi Note 9 Pro Max为3200万像素） | 800万像素 正上方水滴形布置                                          | 1300万像素 左上角屏幕内挖孔布置                              | 1600万像素 正上方屏幕内挖孔布置                                |
| 后置摄像模组            | 主摄                    | 4800万像素 （三星S5KGM1）                                    | 4800万像素 （三星S5KGM1）                                            | 6400万像素 （三星S5KGW1）                                            | 4800万像素 （三星S5KGM1）                                           | 4800万像素 （三星S5KGM1）                                    | 1.08亿像素(三星S5KHM2) （小米10T Lite为6400万像素 索尼imx682） |
| 后置摄像模组            | 广角                    | 800万像素                                                    | 800万像素                                                            | 800万像素                                                            | 800万像素 （除POCO M3外）                                           | 800万像素（Redmi Note 9 5G）                                 | 800万像素                                                      |
| 后置摄像模组            | 微距                    | 200万像素                                                    | 500万像素                                                            | 200万像素                                                            | 200万像素                                                           | 200万像素                                                    | 200万像素                                                      |
| 后置摄像模组            | 景深                    | 200万像素                                                    | 200万像素                                                            | 200万像素                                                            | 200万像素                                                           | 200万像素（Redmi Note 9T）                                   | 200万像素                                                      |
| 芯片平台                | 芯片平台                | 联发科曦力G85 （MT6769Z）                                    | 高通骁龙720G （SM7125）                                              | 高通骁龙720G （SM7125）                                              | 高通骁龙662 （SM6115）                                              | 联发科天玑800U （MT6853T）                                   | 高通骁龙750G （SM7225）                                        |
| 支持网络                | 支持网络                | GSM/WCDMA/TD-SCDMA CDMA2000/TDD/FDD                          | GSM/WCDMA/TD-SCDMA CDMA2000/TDD/FDD                                  | GSM/WCDMA/TD-SCDMA CDMA2000/TDD/FDD                                  | GSM/WCDMA/TD-SCDMA CDMA2000/TDD/FDD                                 | GSM/WCDMA/TDD/FDD/5G NR（SA/NSA）                            | GSM/WCDMA/TDD/FDD/5G NR（SA/NSA）                              |
| 运行内存（RAM）         | 运行内存（RAM）         | 3/4/6GB LPDDR4x 1866MHz                                      | 4/6GB LPDDR4x 1866MHz                                                | 6/8GB LPDDR4x 1866MHz                                                | 4/6/8GB LPDDR4x 1866MHz                                             | 4/6/8GB LPDDR4x 2133MHz                                      | 6/8GB LPDDR4x 2133MHz                                          |
| 闪存存储（ROM）         | 闪存存储（ROM）         | 64/128GB eMMC 5.1                                            | 64GB/128GB UFS 2.1                                                   | 64GB/128GB UFS 2.1                                                   | 64GB/128GB/256GB UFS 2.2                                            | 64GB/128GB/256GB UFS 2.2                                     | 64GB/128GB/256GB UFS 2.2                                       |
| 记忆卡扩展              | 记忆卡扩展              | 支持，独立卡位 最高支持512GB                                 | 支持，与SIM卡1卡位互为与或卡位 最高支持256GB                         | 支持，与SIM卡1卡位互为与或卡位 最高支持256GB                         | 支持，独立卡位 最高支持512GB                                        | 支持，独立卡位 最高支持512GB                                 | 支持，与SIM卡1卡位互为与或卡位 最高支持512GB                   |
| 充电功率                | 充电功率                | 支持最高18W充电                                              | 支持最高18W充电                                                      | 支持最高30W充电                                                      | 包装附带22.5W的电源适配器 支持最高18W充电                           | 包装附带22.5W的电源适配器 支持最高18W充电                    | 包装附带33W的电源适配器 支持最高33W充电                        |
| 电池容量（mAh）         | 电池容量（mAh）         | 5020                                                         | 5020                                                                 | 5020                                                                 | 6000                                                                | 5000                                                         | 4820                                                           |
| 多功能NFC               | 多功能NFC               | 仅国际版支持                                                 | 支持                                                                 | 支持                                                                 | 仅Redmi 9T NFC版支持                                                | 仅Redmi Note 9T支持                                          | 支持 （除Xiaomi 10i外）                                        |
| 声响                    | 声响                    | 3.5mm标准音频输出输入接口 单扬声器                           | 3.5mm标准音频输出输入接口 单扬声器                                   | 3.5mm标准音频输出输入接口 单扬声器                                   | 3.5mm标准音频输出输入接口 立体声双扬声器                            | 3.5mm标准音频输出输入接口 立体声双扬声器                     | 3.5mm标准音频输出输入接口 立体声双扬声器                       |
| 数据传输                | 数据传输                | 蓝牙5.0/5.1、Wi-Fi 802.11a/b/g/n/ac（2.4和5 GHz） USB Type-C | 蓝牙5.0/5.1、Wi-Fi 802.11a/b/g/n/ac（2.4和5 GHz） USB Type-C         | 蓝牙5.0/5.1、Wi-Fi 802.11a/b/g/n/ac（2.4和5 GHz） USB Type-C         | 蓝牙5.0/5.1、Wi-Fi 802.11a/b/g/n/ac（2.4和5 GHz） USB Type-C        | 蓝牙5.0/5.1、Wi-Fi 802.11a/b/g/n/ac（2.4和5 GHz） USB Type-C | 蓝牙5.0/5.1、Wi-Fi 802.11a/b/g/n/ac（2.4和5 GHz） USB Type-C   |
| 红外遥控                | 红外遥控                | 支持                                                         | 支持                                                                 | 支持                                                                 | 支持                                                                | 支持                                                         | 支持                                                           |
| 安全识别方式            | 安全识别方式            | 2D人脸识别+后置电容指纹识别                                  | 2D人脸识别+电源键指纹识别                                            | 2D人脸识别+电源键指纹识别                                            | 2D人脸识别+电源键指纹识别                                           | 2D人脸识别+电源键指纹识别                                    | 2D人脸识别+电源键指纹识别                                      |
| 机身材质                | 机身材质                | 一体式聚碳酸酯 抛光塑料后盖                                  | 聚碳酸酯塑料外边框 康宁玻璃后盖                                      | 聚碳酸酯塑料外边框 康宁玻璃后盖                                      | 一体式聚碳酸酯塑料后盖 具有防滑纹理                                 | 一体式聚碳酸酯塑料后盖 具有防滑纹理或仿AG磨砂雾面质感        | 聚碳酸酯塑料外边框 康宁玻璃后盖                                |

## 销售
Redmi Note 9支持3GB RAM+64GB ROM、4GB RAM+128GB ROM两个存储组合版本，售价分别为179和199欧元；
Redmi Note 9 Pro拥有4GB RAM+64GB ROM、6GB RAM+128GB ROM两个存储方案可选，售价分别为12999和15999印度卢比。2020年3月23日，该款机型在新加坡、马来西亚及泰国发布，4GB+64GB版本售价799马来西亚林吉特、299新加坡元以及6499泰铢；
Redmi Note 9 Pro Max拥有6GB RAM+64GB ROM、6GB RAM+128GB ROM以及8GB RAM+128GB ROM可选，售价分别为14999、16999和18999印度卢比，仅在印度市场销售；
Redmi Note 9 4G拥有4GB RAM+128GB ROM、6GB RAM+128GB ROM、8GB RAM+128GB ROM以及8GB RAM+256GB ROM四种内存组合可选，售价则分别为999元、1099元、1299元和1499元人民币；
Redmi Note 9 5G拥有6GB RAM+128GB ROM、8GB RAM+128GB ROM以及8GB RAM+256GB ROM三种内存组合可选，售价则分别为1299元、1499元和1699元人民币；
Redmi Note 9 Pro 5G拥有6GB RAM+128GB ROM、8GB RAM+128GB ROM以及8GB RAM+256GB ROM三种内存组合可选，售价则分别为1599元、1799元和1999元人民币。